# Oratorio dei Pianigiani
L'oratorio dei Pianigiani si trova a Casanova di Ama, nel comune di Gaiole in Chianti. Questo oratorio è una cappella stradale del Quattrocento, situato nel punto di incontro di tre strade dirette rispettivamente a Radda in Chianti, a Lecchi ed a Casanova di Ama.

## Storia
Nel Quattrocento e nel Cinquecento le cappelle stradali erano molto diffuse perché servivano a definire lo "spazio sacrale" della parrocchia, delimitandone i confini e molto spesso ospitavano i viandanti nel momento del bisogno. Dal XVIII secolo le cappelle stradali subirono trasformazioni: alcune lasciarono il posto a piccoli tabernacoli, altre furono ampliate o ricostruite, divenendo piccole chiese, usate poi come oratori.
L'Oratorio dei Pianigiani in origine era una cappella ed apparteneva ai Pianigiani, che avevano delle proprietà ad Ama. Fu usato come oratorio fin dalla seconda metà del Cinquecento, dopo essere stato ampliato dai proprietari e nello stesso periodo viene raffigurato nelle Piante di Popoli e Strade
.
Alla fine del XV secolo i Campoli (Ciampoli) lo fecero affrescare, come si legge in un'iscrizione: Anno ... [M]CCCCLXXXXVII ADI XXVII [FRANC]ESCO .D.CAMPOLI.AFATO.FARE QUESTA.FIGURA. L'Oratorio è dedicato a San Michele Arcangelo e ciò lo si apprende da alcune Visite Pastorali effettuate dalla prima metà del Seicento. Nella sua visita pastorale del 1819 monsignor Brandaglia dice: ...primieramente ho visitato quello (oratorio) della Casanova, della famiglia Pianigiani, dedicato a San Michele e lo ho trovato piccolo, ma in buon grado e dipinto tutto a fresco con pitture che diconsi del Quattrocento e con un altare con mensa di pietra.

## Descrizione

### Esterno
L'edificio è di piccole dimensioni ed è ad aula unica. In origine era preceduto da un portico che in seguito venne inglobato nella struttura. Esternamente appare dimesso vista la mancanza di qualsiasi forma di arredo architettonico.

### Interno
L'interno è di notevole interesse e presenta tutta una serie di affreschi contenuti entro una finta architettura. Questi affreschi sono stati attribuiti ad un artista "minore" del Quattrocento, forse un pittore che andava nelle campagne per ottenere commissioni, in cambio di vitto, alloggio e modesta ricompensa.; è stato fatto prima il nome di Bernardo di Stefano Rosselli autore nel Chianti di dipinti nell'Abbazia di Passignano, nella Chiesa di Santa Maria a Panzano e nella Pieve di Sant'Appiano in Valdelsa, insieme al suo allievo Filippo di Antonio Filippelli. Attualmente sono attribuiti a Donnino di Domenico, fratello di Agnolo di Domenico di Donnino, un pittore fiorentino riferibile all'ambito di Cosimo Rosselli.
Le figure sono disposte all'interno di riquadrature imitanti dei marmi poste al di sopra di uno finto zoccolo a riquadrature policrome, interrotto solamente nella parete di fondo da un disadorno altare. Lo spazio è delimitato secondo lo schema dell'hortus conclusus.
Sulla parete di fondo è raffigurata la Madonna in trono, attorniata da Angeli e Santi, con il Bambino in braccio: il Bambino tiene un uccellino nella mano sinistra e una pietra preziosa nella destra, simbolo della Buona Novella. Alla destra della Madonna si trova l'affresco raffigurante San Michele Arcangelo che calpesta il drago e pesa le anime; dall'altra parte San Francesco con la Regola nella mano sinistra, un Crocifisso nella mano destra e le Stimmate sui piedi e sulle mani. Alle due pareti laterali vi sono figure di santi: Sant'Antonio Abate, rappresentato col maialino cintato – in corrispondenza di questo affresco si è aperta una crepa – Santa Lucia , con la scritta S.ca Lucia, che fa vedere i simboli del proprio martirio, San Giovanni Battista , recante l'iscrizione: Ecce agnus Dei, San Pietro con un libro in mano, San Luca Evangelista con la scritta: S.co Lucha Vangelista, alla base del quale c'è il nome del committente (Luca Campoli), Santa Maria Maddalena , affresco molto deteriorato da una crepa, con la scritta: S.ca M.Maddalena e una data (anch'essa deteriorata): 1496.
Sulle pareti dell'Oratorio si trovano molte iscrizioni cinquecentesche lasciate dai viandanti.